# دارالحجر

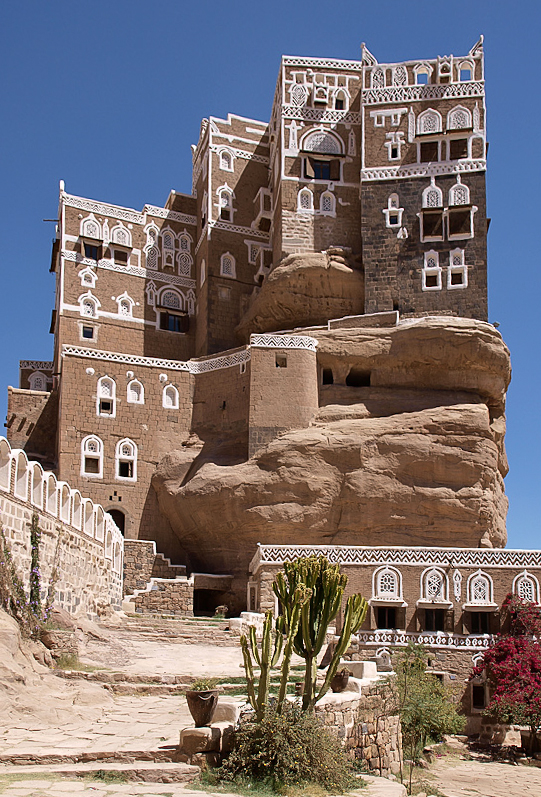
دارالحجر ؛ یک کاخ پادشاهی در نزدیکی صنعا پایتخت یمن

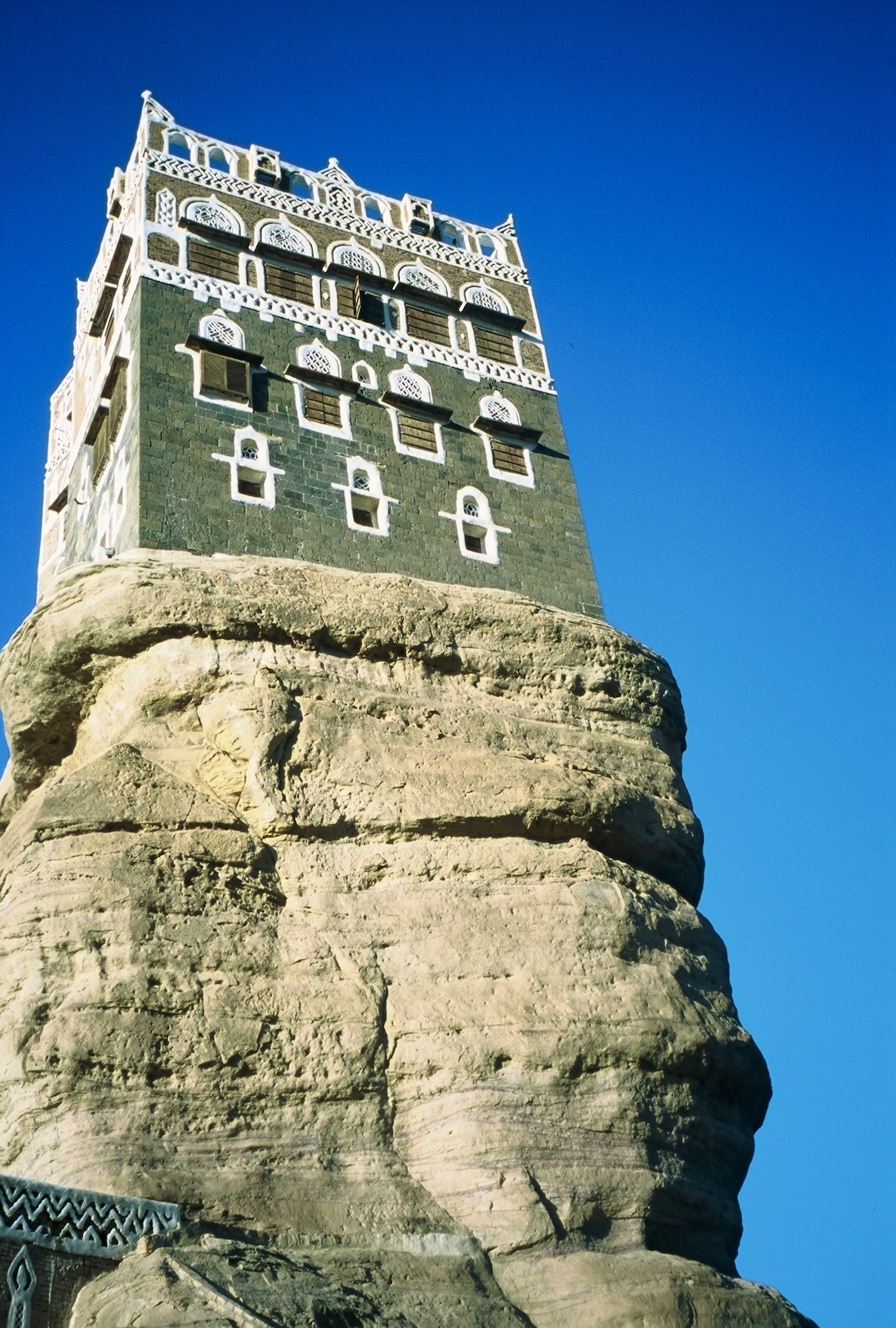
کاخ پادشاهی دارالحجر

دارالحجر (خانه سنگی، کاخ صخره ای) یک کاخ پادشاهی قدیمی است که در وادی ظهر در حدود ۱۵ کیلومتری (۳.۳ مایل) از صنعا پایتخت یمن قرار دارد.
دارالحجر در دهه ۱۹۲۰ به عنوان کاخ تابستانی یحیی محمد حمید الدین ، که فرمانروای یمن از سال ۱۹۰۴ تا ۱۹۴۸ بود ساخته شد. این کاخ در بالای یک ساختمان که در اواخر سده ۱۸ بنا شده بود قرار دارد؛ در سال ۱۷۸۶ پادشاه یمن ، امام المنصور علی بن العباس ، به وزیر خود علی بن صالح العماری (۱۷۳۶-۱۷۹۸) که به معماری، اخترشناسی ، شعر و ادبیات سرشناس بود دستور داد ساختمانی در وادی ظهر بنا کند تا کاخ تابستانی او باشد.

## بن‌مایه
- همکاری‌کنندگان ویکی‌پدیا، «Dar al-Hajar»، ویکی‌پدیای انگلیسی، دانشنامهٔ آزاد (بازیابی ۳۱ مرداد ۱۳۹۹).